# Les Granges-Gontardes
Les Granges-Gontardes este o comună în departamentul Drôme din sud-estul Franței. În 2009 avea o populație de 551 de locuitori.

## Evoluția populației
| An        | 1975 | 1982 | 1990 | 1999 | 2006 | 2009 |
| --------- | ---- | ---- | ---- | ---- | ---- | ---- |
| Populație | 302  | 411  | 511  | 559  | 592  | 551  |